# Echo Tankstellen
Die Echo Tankstellen GmbH mit Sitz in Hamburg ist ein Mineralölhandelsunternehmen, das Tankstellen der Marken ESSO und OMV in Deutschland betreibt. Die Tankstellen werden teilweise in Eigenregie (über die Tochtergesellschaft Retail Operating Company Deutschland GmbH) und teilweise von Pächtern geführt. Das Unternehmen ist ein Tochterunternehmen der britischen EG Group. 

## Geschichte
2018 verkaufte die Esso Deutschland GmbH ihr Tankstellengeschäft an die EG Group und zog sich damit aus dem Endverbrauchergeschäft mit Fahrzeugtreibstoffen zurück. Hierbei gingen rund 1000 Tankstellen auf die Echo Tankstellen GmbH über. 2020 gab der österreichische Mineralölkonzern OMV bekannt, sein deutsches Tankstellengeschäft – knapp 300 Tankstellen – ebenfalls an die EG Group bzw. deren deutsche Tochter Echo Tankstellen GmbH zu verkaufen. Am 10. Februar 2022 gestattete das Bundeskartellamt die Übernahme der OMV Tankstellen durch die EG Group unter der Auflage, 23 der übernommenen sowie 25 der eigenen Tankstellen an Wettbewerber zu verkaufen.

## Tankstellen
Per Ende 2018 betrieb das Unternehmen rund 1000 Tankstellen (205 unternehmenseigene und durch das Unternehmen selbst betriebene, 317 unternehmenseigene und durch selbständige Pächter betriebene sowie 496 im Besitz von selbständigen Händlern befindliche und durch diese betriebene). Es wurden mehr als 3 Mrd. Liter Kraftstoff verkauft.